# Gaye Gürsel
Gaye Filiz Gürsel, née le 20 novembre 1980 à Izmir, est une actrice turque.

## Biographie
Elle est née le 20 novembre 1980 à Izmir. Elle est diplômé de la Faculté d'administration des affaires de l'Université d'Istanbul en 2002. Plus tard, elle a pris des cours de théâtre au Centre d'art Mujdat Gezen et a commencé à jouer dans diverses séries télévisées et films. Elle a commencé sa carrière avec la série télévisée Haziran Gecesi, qui a commencé à être diffusée en 2004,,,.

## Filmographie
| Année     | Production                    | Rôle             | Taper[incompréhensible] |
| --------- | ----------------------------- | ---------------- | ----------------------- |
| 2004      | Haziran Gecesi                | Nina             | Séries TV               |
| 2006      | Kaybolan Yıllar               | Şebnem           | Séries TV               |
| 2006      | Tutkunum Sana                 | Zeynep           | Séries TV               |
| 2006      | Asi                           | Dora             | Séries TV               |
| 2007      | Senin Uğruna                  |                  | Séries TV               |
| 2008      | Elif                          | Nilgül           | Séries TV               |
| 2009      | Dersimiz: Atatürk             | Öğretmen         | Film                    |
| 2010      | Makber                        | Gamze            | Séries TV               |
| 2010      | Öğretmen Kemal                | Öğretmen         | Séries TV               |
| 2011      | Gelecek Uzun Sürer            | Sumru            | Film                    |
| 2012-2013 | İşler Güçler                  | Feride           | Séries TV               |
| 2013-2016 | Kurtlar Vadisi Pusu           | Safiye Karahanlı | Séries TV               |
| 2013      | Bu İşte Bir Yalnızlık Var     | Nazlı            | Film                    |
| 2014      | Meleklerin Mucizesi           | Nur (Melek)      | Film                    |
| 2019      | Tek Yürek                     | Defne Aslan      | Séries TV               |
| 2020-     | Arka Sokaklar                 | Esra Aksoy       | Séries TV               |
| 2021      | 50 m2                         | Psikolog         | Série Web               |
| 2023      | 1973: Biltmore Oteli Cinayeti | Helen            | Série Web               |